# Déogratias Nsabimana
Déogratias Nsabimana   (Ruhengeri, 23 d'agost de 1945 - Kigali, 6 d'abril de 1994) va ser un general i cap de personal de les Forces Armades de Ruanda (FAR). El 1994, va servir breument com a cap d'estat major de l'exèrcit.

## Biografia
A l'octubre de 1990, el Front Patriòtic Ruandès (RPF), una força formada majoritàriament per refugiats tutsis i expatriats ruandesos, va travessar la frontera amb Uganda i va envair Ruanda. Nsabimana es va distingir en el front de batalla. Com a resultat, a l'abril de 1992, Nsabimana va ser nomenat cap d'estat de l'exèrcit ruandès. En aquest paper, va donar suport al desenvolupament d'una nova unitat de paracaigudistes. Com a membre de Network Zero (una associació de comunicació de líders polítics i militars), va ajudar a formar els futurs esquadrons de la mort. Quan es va presentar evidències de cooperació entre l'exèrcit ruandès i la milícia Interahamwe, va dir que no tenia coneixement d'aquesta cooperació.
Al desembre de 1993, com a part dels Acords d'Arusha, es va posar en marxa un acord per compartir el poder amb el moviment rebel Front Patriòtic Ruandès (RPF) que va veure uns 600 soldats entrant a Kigali. Nsabimana es va oposar als Acords d'Arusha. L'any següent, Nsabimana va estar suposadament involucrat en l'entrega d'armament a Interahamwe.

### Mort
El 6 d'abril de 1994, Nsabimana, juntament amb el president Juvénal Habyarimana, tornaven de converses d'alt nivell a Dar es Salaam quan el seu avió, un Dassault Falcon 50, va ser impactat per dos míssils terra-aire i es va estavellar als afores del complex presidencial de Kigali. L'avió portava dotze persones, inclòs el president Cyprien Ntaryamira de Burundi.
El posterior president de Ruanda, Paul Kagame, va expressar la creença que Nsabimana havia estat conspirant contra Habyarimana i que l'havia seguit a Dar es Salaam per mantenir-lo sota vigilància.